# The Texas Chainsaw Massacre 2
The Texas Chainsaw Massacre 2 (bra: O Massacre da Serra Elétrica Parte 2, ou O Massacre da Serra Elétrica 2; prt: Massacre no Texas 2 - Edição Sangrenta), é um filme americano de 1986, do gênero comédia de terror, dirigido por Tobe Hooper. É a sequência de The Texas Chain Saw Massacre, também dirigido e coescrito por Hooper em 1974.
O enredo segue uma apresentadora de rádio vitimizada e capturada por Leatherface e sua família canibal enquanto um tenente os persegue. 

## Enredo
Em 1986, treze anos após os eventos do primeiro filme, os estudantes Buzz (Barry Kinyon) e Rick (Chris Douridas), sob forte efeitos de drogas, percorrem um longo trecho desolado da rodovia do Texas, a caminho do estádio Cotton Bowl, em Dallas. Eles usam o telefone do carro e passam um trote para a DJ Vanita "Stretch" Brock (Caroline Williams) que, incapaz de convencê-los a desligar, é forçada a mantê-los na linha. Ao passar por uma picape, os rapazes são atacados por Leatherface (Bill Johnson), que emerge da traseira do caminhão. O maníaco rasga o teto do veículo usando sua motosserra. Rick tenta usar um revólver contra Leatherface, mas este corta fatalmente parte da cabeça de Buzz, o carro colide e Rick morre.
Na manhã seguinte, o tenente Boude "Lefty" Enright (Dennis Hopper), tio de Sally e Franklin Hardesty, vítimas de Leatherface e sua família anos antes, chega ao local do crime para ajudar a esclarecer os assassinatos de Buzz e Rick. Lefty passou os últimos treze anos investigando o desaparecimento dos sobrinhos e os relatos de misteriosos assassinatos com motosserra em todo o Texas. Ele é contatado por Stretch, que lhe traz uma cópia da fita de áudio que registrou o ataque. Lefty pede a Stretch para tocar a fita em seu programa de rádio noturno, para que o público tome conhecimento.
A família de Leatherface chega à estação de rádio, motivada pela transmissão noturna da fita. Enquanto se prepara para sair, Stretch é confrontada por Chop Top (Bill Moseley) antes de ser atacada por Leatherface. Seu colega de trabalho L.G. (Lou Perryman) é brutalmente espancado por Chop Top. Leatherface encurrala Stretch e, quando está prestes a matá-la, ela o convence a poupá-la, apelando para seus desejos sexuais. Leatherface mente que matou a radialista. Os canibais vão embora levando o corpo de L.G. e deixam a radialista para trás. Ela decide segui-los até o esconderijo deles, um parque temático subterrâneo bizarro.
Lefty, que seguira o carro dos canibais desde o início, chega equipado com motosserras, encontra o que acredita ser os restos mortais de Franklin e decide destruir o local. Enquanto isso, Stretch é encontrada por Leatherface, que coloca-lhe um chapéu e uma máscara feita com a pele do rosto de L.G., amarra-lhe os braços e depois sai. Mais tarde, antes de morrer, L. G., acorda e a liberta. Drayton Sawyer (Jim Siedow) encontra Stretch perambulando pelo abrigo subterrâneo e a família a captura. Chop Top repreende Leatherface ao descobrir que a DJ ainda está viva. Ela é torturada na mesa de jantar por Chop Top, Drayton, Leatherface e o vovô Sawyer. Lefty chega, salva Stretch e começa uma luta mortal contra os Sawyer. No entanto, o tenente e a maioria dos canibais morrem quando uma granada é detonada inesperadamente por Drayton.
Apenas Chop Top e Stretch sobrevivem à explosão. Eles saem do esconderijo subterrâneo e lutam em uma torre de pedra, onde a moça se depara com o cadáver da avó da família. Stretch pega uma motosserra presa pelos restos mumificados da avó e consegue vantagem sobre Chop Top, ferindo-lhe seriamente no abdômen. O canibal despenca do penhasco e morre. A sequência final mostra Stretch gritando e girando a motosserra semelhante a Leatherface no primeiro filme.

## Elenco
- Caroline Williams como Vanita "Stretch" Brock[11]
- Dennis Hopper como Lt. Boude "Lefty" Enright
- Jim Siedow como "O Cozinheiro" Drayton Sawyer[12]
- Bill Johnson como Leatherface[13]
- Bill Moseley como "Chop Top" Sawyer
- Lou Perryman como L.G.
- Barry Kinyon como Buzz
- Chris Douridas como Gunner/Rick
- Ken Evert como Vovô Sawyer
- Kinky Friedman como Âncora Esportivo (aparição)
- Dan Jenkins como Comentarista de TV (aparição)
- Joe Bob Briggs como Gonzo Moviegoer (aparição)

## Produção

### Desenvolvimento
Lançado nos cinemas dos Estados Unidos em 1 de outubro de 1974, o original The Texas Chain Saw Massacre, de produção independente, tornou-se um inesperado sucesso, foi banido em diversos países e alçou o diretor Tobe Hooper ao cinema mainstream. O cineasta só conseguiu readquirir os direitos do filme 11 anos após seu lançamento, podendo, assim, iniciar a produção de uma sequência. Entretanto, em 1981, a New Line Cinema relançou o filme original e, no ano seguinte, o sócio de Hooper, Warren Skaaren, planejou uma continuação. Os rumores sobre essa sequência começaram no final de 1983 e se tornaram realidade em 2 de novembro daquele ano, quando o periódico The Hollywood Reporter publicou um anúncio de página inteira sobre o assunto.
Em 1984, Hooper assinou um contrato com a produtora cinematográfica Cannon Films. De acordo com esse contrato, Hooper filmaria três longas-metragens para a produtora, sendo o primeiro deles Lifeforce (1985) e o segundo Invaders for Mars (1986), refilmagem do clássico homônimo de 1953. O terceiro filme seria a sequência de The Texas Chain Saw Massacre, cujo título inicialmente seria Beyond The Valley of The Texas Chainsaw Massacre, uma brincadeira com o título de um musical escrito por Roger Ebert, Beyond the Valley of the Dolls (1970). A história dessa sequência se passaria em uma cidade habitada por canibais, funcionando como sátira ao filme Motel Hell (1980), que em si já era uma paródia do filme original de Tobe Hooper. Hooper havia estabelecido um grande orçamento de quatro milhões e setecentos mil dólares para a sequência. Esse orçamento era proveniente das arrecadações do filme Poltergeist, produzido por Steven Spielberg e dirigido por Hooper em 1982. Entretanto, o estúdio forçou mudanças consideráveis no roteiro, impondo até mesmo a contratação de um novo roteirista, levando ao cancelamento do filme.
Um novo roteiro foi elaborado e a sequência finalmente teve sua produção viabilizada, mas agora com um orçamento mais limitado. Em vez de dirigir o filme, Hooper pretendia apenas produzi-lo, mas, em virtude dos cortes orçamentários, não conseguiu contratar nenhum outro diretor para o projeto. Embora os dois primeiros filmes de Hooper não tenham sido muito lucrativos para a Cannon Films, a produtora ainda demonstrava confiança no diretor e esperava que ele produzisse um filme de terror autêntico. Hooper, entretanto, queria fazer uma comédia de humor negro. Quando os executivos da Cannon assistiram ao filme, ficaram insatisfeitos com o produto final.

### Roteiro
Na tarde de 18 de agosto de 1973, cinco jovens numa Volkswagen Kombi ficaram sem gasolina em uma estrada no sul do Texas. Quatro deles nunca mais foram vistos. Na manhã seguinte, a única sobrevivente, Sally Hardesty-Enright, foi encontrada na estrada, coberta de sangue e gritando.
Sally disse que tinha escapado do inferno por uma janela. Balbuciando, a garota narrou uma louca história: uma família canibal numa isolada casa de fazenda... ossos e dedos serrados... o irmão dela... os amigos transformados em churrasco... cadeiras feitas de esqueletos humanos... Então ela entrou em catatonia. A polícia do Texas montou durante um mês uma caçada humana, mas não conseguiu localizar a macabra casa de fazenda. Não encontraram assassinos nem vítimas. Nem fatos, nem crime.
Oficialmente, nos registros, O Massacre da Motosserra no Texas nunca aconteceu. Mas durante os últimos 13 anos, diversos relatos sobre bizarras e sombrias execuções com motosserras persistiram em todo o estado do Texas. O Massacre da Motosserra no Texas não parou. Ele apavora o Texas. Parece não ter fim.

Resumo inicial do filme.
Durante vários anos, Tobe Hooper considerou produzir uma sequência para The Texas Chain Saw Massacre, o que ele esperava concretizar novamente em parceria com Kim Henkel. A história, intitulada Beyond the Valley of the Texas Chainsaw Massacre, giraria em torno de Sally Hardesty, a protagonista do filme original, sendo liberada de uma clínica psiquiátrica e viajando de volta ao Texas na tentativa de reencontrar Leatherface e a família de canibais. Por volta do Natal de 1985, após uma tentativa fracassada de refilmagem do clássico Invaders from Mars, Hooper aproximou-se do roteirista texano L.M. Kit Carson, cujo filho e a ex-esposa apareceram no filme anterior do diretor.
Carson completou o primeiro rascunho do roteiro em 7 de março de 1986. Em vez de Chop Top, nessa versão original havia o Caroneiro do primeiro filme, que sobrevivera ao atropelamento e, como consequência, usava agora uma placa de metal na cabeça e era chamado de Plate Head. O personagem do Avô estava morto nessa versão e seu cadáver era carregado junto ao corpo do Caroneiro. Como não foi possível o retorno do ator Edwin Neal ao papel, o roteiro foi alterado e o personagem acabou sendo substituído por Chop Top, que era irmão do Caroneiro e que teve o crânio esmagado durante um combate na Guerra do Vietnã, levando-o a manter uma placa de metal na cabeça. Esse é o primeiro filme da franquia em que o nome do irmão mais velho de Leatherface, Drayton Sawyer, é mencionado, uma vez que no filme original o personagem é chamado apenas de "O Velho" ou "O Cozinheiro". Algumas partes do roteiro não foram filmadas.
Enquanto o longa-metragem original de 1974 é uma obra sombria e de aspecto semidocumental, The Texas Chainsaw Massacre 2 assume um tom explicitamente satírico. Hooper e o roteirista L.M. Kit Carson adicionaram ao filme bastante humor negro, algo que estava ganhando força e popularidade no gênero na década de 1980 e tornara-se quase um padrão em sequências de outros famosos filmes de terror lançados naquela época, como, por exemplo, Fright Night II, Evil Dead II e The Return of the Living Dead. Além disso, Carson incorporou ao longa diversos elementos de filmes lançados recentemente, os quais o roteirista achava que estavam "emburrecendo a geração", particularmente comédias românticas como Pretty in Pink.
Um tema importante que o roteiro tentou explorar foi como Leatherface e sua família, agora conhecidos como os Sawyers, eram açougueiros antiquados tentando lidar com a mentalidade consumista capitalista que os Estados Unidos haviam adotado durante a era Reagan. Dessa forma, Tobe Hooper descrevia The Texas Chainsaw Massacre 2 como um "filme anti-John Hughes", o que pode ser interpretado como um ataque à ganância dos yuppies e aos valores da época. Isso pode ser observado no próprio cartaz de divulgação nos cinemas, que mostrava os cinco vilões do filme em uma pose que lembra a dos atores no cartaz do longa The Breakfast Club, dirigido por Hughes um ano antes. Curiosamente, Chainsaw 2 não é o único filme de terror a referenciar o pôster do filme de Hughes, pois a série A Nightmare on Elm Street, em imagens de divulgação, também fez referência à pose do grupo, embora não esteja claro se estavam parodiando The Breakfast Club ou o próprio Chainsaw 2.

### Escolha do elenco
Hooper estava ciente de que o elenco e a equipe de produção do filme original haviam sido submetidos a irregularidades financeiras após o ótimo desempenho do longa nas bilheterias, de modo que dificilmente eles aceitariam trabalhar novamente com o diretor. Apesar disso, Hooper tentou uma aproximação com o agente do ator Edwin Neal, intérprete do Caroneiro no filme de 1974, visto que o primeiro roteiro da sequência previa o retorno desse personagem. Neal pediu que seu agente exigisse aproximadamente 45 mil dólares por cerca de seis semanas de filmagens, porém a Cannon se recusou a pagar essa quantia e qualquer chance de o personagem voltar foi rapidamente abandonada.
Gunnar Hansen também foi abordado para reviver seu papel como Leatherface, mas ele afirmou que os produtores lhe ofereceram "escala, mais dez por cento" com os dez por cento indo para seu agente. Quando ele respondeu que não tinha agente, eles ofereceram escala sem os dez por cento adicionais. O ator achou a oferta muito baixa. O publicitário Scott Holton apresentou uma história alternativa alegando que Hansen vacilou sobre a parte e a oferta foi rescindida. Holton não acreditava que o espectador médio se importaria com a presença dos atores originais, questionando "quem são Neal, Hansen ou Burns?" Jim Siedow foi o único ator do filme original que retornou na sequência, sendo este seu último trabalho no cinema.
Com a recusa de Hansen, o papel de Leatherface foi dado a Bill Johnson, um fã do primeiro filme. Em determinadas sequências, o personagem também foi interpretado pelo dublê Bob Elmore. O agente de Johnson sugeriu ao ator que se inspirasse em Baby Hue, um personagem da Harvey Comics, para interpretar Leatherface de maneira eficiente. Johnson afirmou que criou seu próprio Leatherface, visto que a caracterização de Hansen foi tão "tremendamente original" que qualquer tentativa de imitá-la seria "fadada ao fracasso". Ele comentou que seu pescoço não era tão longo quanto o de Hansen, mas que esse detalhe não era muito importante.
A escalação mais importante foi a de Dennis Hopper, considerado uma "lenda de Hollywood", para interpretar Lefty, o tenente aposentado que é o herói do filme. Na época, o ator estava retornando ao cinema após uma fase bastante problemática, notadamente marcada pelo abuso de drogas, em sua vida pessoal. Embora seu salário fosse o maior do elenco, seu personagem parece ter pouca importância e desempenha cenas de ação apenas pontuais. O ator comentaria, posteriormente, que esse foi "o pior filme no qual já apareceu".
A protagonista Stretch foi interpretada por Caroline Williams, que trabalhava em Dallas quando foi contatada para um teste de elenco em 1986. Ela queria causar uma forte impressão no teste e, ao ser chamada, foi até o final do corredor e correu gritando em direção à sala onde estavam Tobe Hooper e L.M. Kit Carson, retirou os dois de seus assentos e usou as cadeiras para barricar a porta antes de começar sua cena. Williams relatou que na época era uma jovem atriz muito ambiciosa que sabia que a sequência de um clássico como The Texas Chain Saw Massacre seria um grande sucesso de bilheteria e uma oportunidade única em sua carreira; hoje, Stretch é considerado o papel mais famoso da atriz no gênero do terror.
Bill Moseley criou um curta-metragem de paródia intitulado The Texas Chainsaw Manicure, no qual ele desempenhou um pequeno papel como O Caroneiro e o mostrou a um roteirista que, por sua vez, conseguiu mostrá-lo para Tobe Hooper. Hooper adorou e manteve Moseley em mente para um papel, caso uma sequência viesse a ser realizada. Quando chegou o momento da escalação do elenco de Chainsaw 2, Moseley foi contratado para o papel de Chop Top, o irmão gêmeo do Caroneiro. Chop Top foi o primeiro papel importante de Moseley e também o mais memorável de sua carreira. Em 1998, o ator interpretou novamente o personagem em All American Massacre, um projeto de William Hooper, filho de Tobe Hooper, que funcionaria simultaneamente como continuação e pré-sequência de The Texas Chainsaw Massacre 2. Esse longa-metragem nunca chegou a ser lançado, embora seu trailer tenha sido divulgado na internet.
O ator Lou Perryman, que interpretou L.G. McPeters, trabalhou como assistente de operador de câmera nas filmagens da obra original de 1974. Johnson conheceu Perryman antes das filmagens de The Texas Chainsaw Massacre 2. Os dois atuaram em Fast Money, de 1980, embora não tenham contracenado nenhuma vez nesse filme. Ao contrário da primeira versão de Chainsaw 2, na qual o Vovô estaria morto, ficou definido pelo novo roteiro que o personagem estaria vivo e Ken Evert foi designado para interpretar o papel.

### Filmagens
As filmagens de The Texas Chainsaw Massacre 2 começaram em maio de 1986 e terminaram em julho daquele ano, com o filme estreando nos cinemas um mês depois. O local onde a família Sawyer morava foi filmado na cidade texana de Jarrell, no Condado de Williamson, em um parque de diversões fechado que foi demolido algum tempo depois que o filme foi concluído. Atualmente, restou no local apenas uma construção cujo interior se assemelha ao das cavernas vistas no filme.
A loja onde Dennis Hopper (Lefty) parou para comprar três motosserras foi o Cut-Rite Saws, localizado a oeste do centro de Austin, e hoje conhecido como Mean Eyed Cat, um bar bastante popular na localidade. A sequência inicial em que Leatherface faz suas primeiras vítimas foi filmada na Ponte do Rio Colorado em Bastrop, Texas.  O clímax do filme foi filmado no Matterhorn, um parque de diversões fechado localizado em Prairie Dell, no Texas.

### Pós-produção
Várias cenas foram excluídas pelo diretor Tobe Hooper por questões de ritmo ou de classificação indicativa. Uma longa cena que foi cortada do filme envolve a família Sawyer saindo à noite para coletar carne fresca para sua refeição, matando espectadores que saem de uma sessão de cinema e um grupo de torcedores de futebol desordeiros numa estrutura de estacionamento subterrâneo. A cena suprimida do abate apresentava vários efeitos especiais elaborados por Tom Savini. Outra cena cortada também incluía o crítico de cinema norte-americano Joe Bob Briggs. Um enredo alternativo envolvendo Lefty Enright como o pai de Stretch também foi descartado. No entanto, essas cenas estão presentes na seção de extras do DVD Gruesome Edition, lançado em 2006.

### Música
Enquanto que a trilha sonora do primeiro filme foi produzida por Tobe Hooper e Wayne Bell, a música de The Texas Chainsaw Massacre 2 é assinada por Hooper e Jerry Lambert, que criaram o tema de abertura do filme. Danny Elfman também produziu uma música para o longa. Trata-se de "No One Lives Forever", do álbum Dead Man's Party, lançado em 28 de outubro de 1985 pela banda Oingo Boingo. Elfman compôs a letra da canção, a qual é tocada pela DJ Stretch no início do longa, no momento em que os universitários desordeiros Buzz e Rick atravessam a ponte onde terão seu fatídico encontro com Leatherface.
Lançado em 1986, o álbum com a trilha sonora do filme foi comercializado nos Estados Unidos, no Canadá, no Reino Unido e na Holanda. O disco incluía a música "No One Lives Forever". As canções "Life is Hard" e "Shame On You", da banda Timbuk3 e lançadas no álbum "Greetings from Timbuk 3", foram incluídas na trilha musical. "Shame On You" é uma das músicas tocadas no início do filme. As faixas do álbum são as seguintes:
1. The Lords of the New Church: "Good to Be Bad" – 4:42
2. The Cramps: "Goo Goo Muck" – 3:02
3. Concrete Blonde: "Haunted Head" – 2:48
4. Timbuk3: "Life Is Hard" – 4:06
5. Torch Song: "White Night" – 3:42
6. Stewart Copeland: "Strange Things Happen" – 2:58
7. Concrete Blonde: "Over Your Shoulder" – 3:20
8. Timbuk3: "Shame on You" – 4:48
9. The Lords of the New Church: "Mind Warp" – 3:42
10. Oingo Boingo: "No One Lives Forever" – 4:08

"Crazy Crazy Mama", de Roky Erickson, foi usada no filme, mas não foi incluída no álbum com a trilha sonora.

## Lançamento e recepção
O filme foi lançado nos Estados Unidos pela Cannon Films em agosto de 1986 e arrecadou 8 725 872 milhões de dólares nas bilheterias. Depois que foi submetido à MPAA nos Estados Unidos, o filme recebeu uma classificação "X", levando os cineastas a lançá-lo como não classificado. No entanto, anúncios de televisão, trailers de cinema e até pôsteres do filme exibiam por escrito a declaração: "Devido à sua natureza, este filme é proibido para menores de 17 anos".

### Crítica
Roger Ebert acreditava que o filme fracassou porque "vai de um lado para o outro, nunca investindo em ritmo, na expectativa do horror. Não faz sequer uma pausa para estabelecer os personagens; Dennis Hopper tem a tarefa mais ingrata, interpretar um homem que passa a primeira metade do filme parecendo distraído e vago, e a segunda metade gritando durante os duelos de motosserra." Ele também comentou que "tem muito sangue e desmembramento, com certeza, mas não tem o terror do original, o desejo de ser levado a sério. É um espetáculo geek."
O Allmovie criticou favoravelmente o filme, ressaltando que "muito odiado na época de seu lançamento, The Texas Chainsaw Massacre 2, de Tobe Hooper, envelheceu notavelmente bem, agora como uma sátira estranhamente eficaz, se não muito sutil, de várias facetas do excesso dos anos 80."
The Texas Chainsaw Massacre 2 possui um percentual de aprovação de 45% no site Rotten Tomatoes, com base em 29 críticas de especialistas, tendo uma classificação média de 4.8/10. Desde então, tornou-se um filme de culto.

### Controvérsias
O filme foi lançado em VHS pela Media Home Entertainment no mesmo ano. Quando inicialmente lançado em formato caseiro e LaserDisc, ainda não tinha classificação. Ao ser reeditado em formato caseiro e em DVD em 2000, recebeu uma classificação "R" pela MPAA.
De forma semelhante ao seu antecessor, The Texas Chain Saw Massacre 2 teve um passado conturbado no que concerne à sua relação com a censura em vários países. Como resultado, o filme foi banido na Alemanha e na Singapura, no entanto o Freiwillige Selbstkontrolle der Filmwirtschaft na Alemanha lhe deu uma classificação de 18 anos para a versão sem cortes a partir de 2017, e a Singapura atribuiu-lhe uma classficação indicativa R21 (restrito para menores de 21 anos) após a apresentação de um recurso processual. Quando o filme foi apresentado no Reino Unido para obter um certificado da BBFC, o órgão notificou a Cannon, a distribuidora, de que pelo menos 20 a 25 minutos de filmagem teriam que ser cortados para que o filme recebesse uma classificação de 18 anos. A Cannon, então, cancelou seus planos para um possível lançamento no Reino Unido em 1990. A versão sem cortes do filme acabou por receber uma classificação de 18 anos em 2001.
O filme foi banido na Austrália por 20 anos. Uma versão sem cortes foi lançada pela Warner Home Video na Nova Zelândia em 1987, mas também poderia ser encontrada (ilegalmente, como afirmado orgulhosamente na embalagem) em algumas lojas de vídeo australianas na época. A fita cassete VHS da Nova Zelândia tornou-se muito rara. Em 2000, uma versão não oficial do VHS foi emitida para varejistas em toda a Austrália. Isto foi feito ilegalmente por uma casa de duplicação e sem o conhecimento do OFLC. WQuando as notícias das cópias ilegais vazaram, várias lojas varejistas foram invadidas por possuírem cópias ilegais. A casa de duplicação foi igualmente invadida pelas autoridades alfandegárias. O filme finalmente teve um lançamento oficial na Austrália em 30 de novembro de 2006. O DVD da Uncut "Gruesome Edition" foi lançado em 24 de janeiro do ano seguinte.